# László Szollás
László Szollás (n. 13 noiembrie 1907, Budapesta, Austro-Ungaria – d. 4 octombrie 1980, Budapesta, Republica Populară Ungară) a fost un patinator artistic maghiar, medaliat olimpic. A participat la 2 ediții ale Jocurilor Olimpice (1932, 1936) în care a câștigat două medalii de bronz.